# Conseil national des professions du spectacle
Le Conseil national des professions du spectacle,  placé auprès du ministre chargé de la culture, est un organisme qui peut être consulté par le gouvernement et émettre des préconisations sur toute question relative aux professions du spectacle vivant et du spectacle enregistré. Il examine les mesures propres à améliorer l'emploi et les politiques de formation dans ce secteur.

## Historique
Le Conseil national des professions du spectacle est créé le 29 mars 1993 . Sa création est une des mesures que prend le gouvernement pour traiter le conflit relatif aux intermittents du spectacle. 
Lors de l'ouverture d'une réunion en 2004 le ministre de la culture précise ainsi ce qu'il attend du Conseil :"...le spectacle vivant, c'est un secteur professionnel qui s'est considérablement développé depuis trente ans, qui emploie aujourd'hui environ 150 000 personnes, dans des métiers très divers, par leur nature, mais aussi par leurs conditions d'exercice ou leur mode de financement. Les métiers du spectacle vivant c'est, dans la France d'aujourd'hui, à la fois les métiers d'artistes, dans leur grande diversité, mais aussi tous les métiers de techniciens...Le CNPS a un rôle très important à jouer. Nous avons besoin de lieux de débats, d'échanges, de confrontation des points de vue et d'écoute de tous les partenaires concernés."
Un décret du 26 avril 2013 , le prolonge pour 5 ans, clarifie ses compétences, et modifie sa composition et son fonctionnement. Un nouveau décret, du 11 mars 2020  modifie la composition de la sous-commission de l'emploi dans les musiques actuelles en prévoyant une représentation paritaire des organisations professionnelles exerçant leur activité dans ce secteur. Il clarifie les modalités de désignation des représentants des fédérations d'organisations professionnelles d'employeurs et des représentants des organisations syndicales de salariés au sein du bureau et des sous-commissions du Conseil.

## Missions
Le Conseil national des professions du spectacle, seule instance  concernant l'ensemble du champ du spectacle, vivant et enregistré, est un lieu d'information et d'échanges.

## Composition
Le Conseil national des professions du spectacle est présidé par le ministre chargé de la culture ou son représentant.
Il comprend une instance plénière, outre son président, des représentants des ministres chargés de l'intérieur, du travail, de l'emploi, de la sécurité sociale, de la culture, de la communication, de l'immigration, des collectivités territoriales et de la jeunesse ; le délégué national à la lutte contre la fraude  ; deux parlementaires : un député et sénateur ; des représentants des associations d'élus de collectivités territoriales ; le président du Centre national du cinéma et de l'image animée ;
des représentants des organisations syndicales d'employeurs de salariés du secteur ; un représentant de chacune des commissions paritaires nationales de l'emploi et de la formation relevant des professions du spectacle ; des représentants des organismes sociaux en charge, pour le secteur, de la protection et de la sécurité sociales, de la prévoyance, de la gestion des congés payés, de l'assurance chômage, de la médecine du travail et de la gestion des droits à la formation professionnelle.
Les membres du Conseil sont désignés pour une durée de cinq ans.
Le bureau du Conseil et les sous-commissions sont les instances de travail régulières.

## Organisation et moyens
Le conseil s'appuie sur les travaux de trois sous-commissions : la sous-commission d'observation de l'emploi ; la sous-commission de la sécurité ; la sous-commission de l'emploi dans les musiques actuelles.
La sous-commission d'observation de l'emploi analyse les données relatives à l'emploi et à l'économie dans le secteur du spectacle vivant afin d'en améliorer la connaissance et répondre aux besoins d'information du public et des professionnels. La sous-commission de l'emploi dans les musiques actuelles examine les questions relatives à l'emploi et aux formations dans ce secteur.
La sous-commission de sécurité est chargée de développer et promouvoir la prévention des risques professionnels  lors de l'organisation et la gestion des productions afin que les artistes mettent en œuvre des stratégies d'adaptation, pour protéger leur santé, dont un suivi médical renforcé des intermittents du spectacle.
Le conseil n'a pas de budget propre. Leurs membres participent à titre gracieux. Le secrétariat est assuré par la direction générale de la création artistique (DGCA)